# Tinctoporellus
Tinctoporellus — рід деревних грибів родини Polyporaceae. Назва вперше опублікована 1979 року.

## Класифікація
До роду Tinctoporellus відносять 4 види:
- Tinctoporellus bubalinus
- Tinctoporellus epimiltinus
- Tinctoporellus hinnuleus
- Tinctoporellus isabellinus